# فهرست وابسته‌های دیپلماتیک آبخاز

دفترهای هیئت‌های دیپلماتیک آبخاز در نقشه
آبخاز
سفارت آبخاز
دفتر نمایندگی آبخاز
سفارت آبخاز، غیر ساکن

آبخاز یا آبخازستان سرزمینی در گرجستان در غرب قفقاز و کرانه شرقی دریای سیاه است. پایتخت این جمهوری بندرسوخومی است. این استان بخشی خودمختار از گرجستان است که کاملاً مستقل نمی‌باشد. آبخار پس از جنگ اوستیای جنوبی ۲۰۰۸ توسط روسیه، نیکاراگوئه، ونزوئلا و نائورو به رسمیت شناخته شد؛ و پس از آن نیز توسط قره باغ کوهستانی، اوستیای جنوبی و ترانسنیستریا رسمیت یافت.

## آسیا
- اردن
- امان (دفتر نمایندگی)
- ترکیه
- آنکارا (دفتر نمایندگی)
- سوریه
- دمشق (دفتر نمایندگی)

## آفریقا
- تونس
- تونس (دفتر نمایندگی)

## آمریکا
- ونزوئلا
- کاراکاس (سفارت)

## اروپا

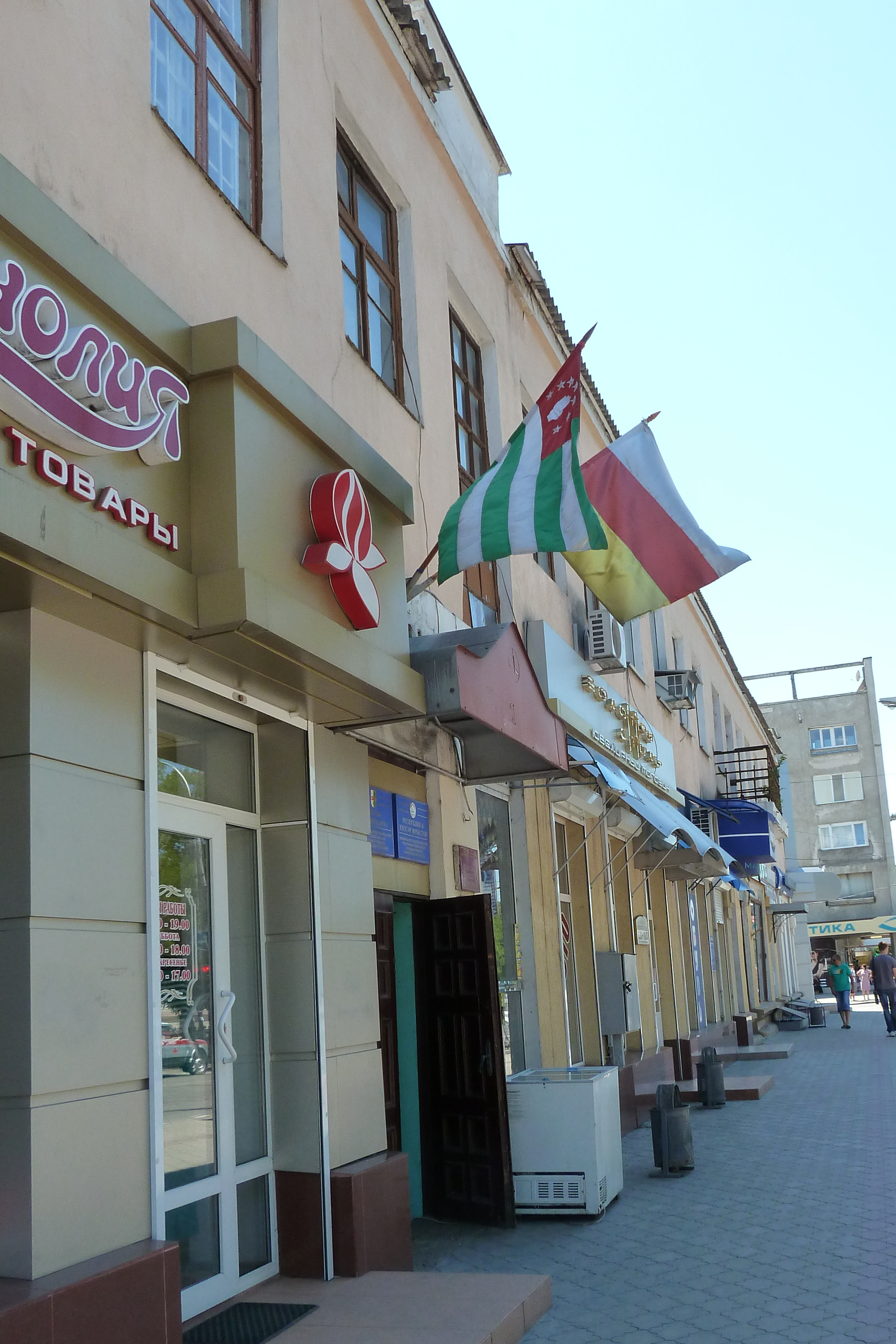
دفتر نمایندگی آبخاز در تیراسپول، ترانسنیستریا

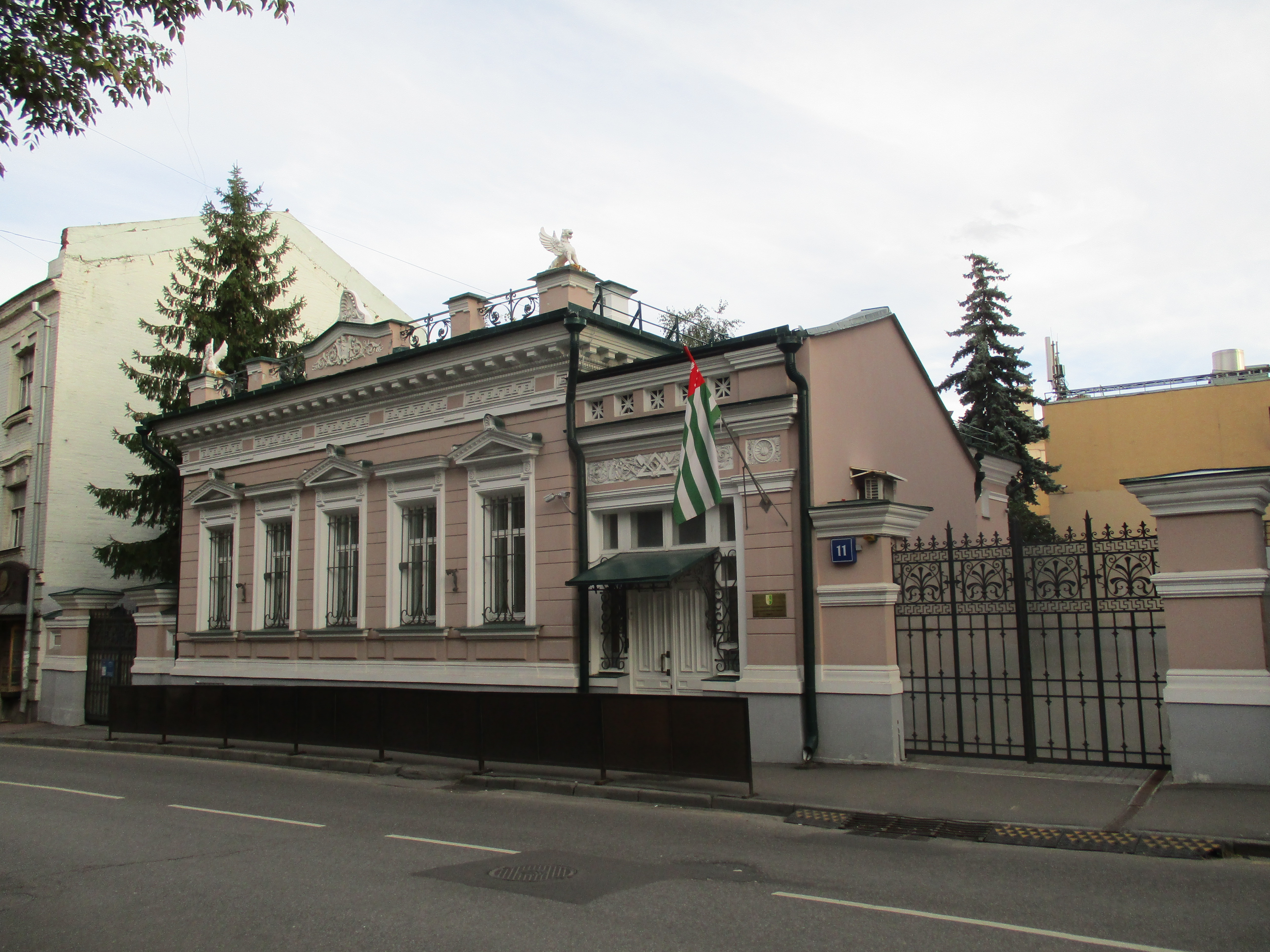
سفارت آبخاز در مسکو، روسیه

- آلمان
- برلین (دفتر نمایندگی)
- اتریش
- وین (دفتر نمایندگی)
- اوستیای جنوبی
- تسخینوالی (سفارت)
- ایتالیا
- رم (دفتر نمایندگی)
- بلغارستان
- صوفیه (دفتر نمایندگی)
- ترانس‌نیستریا
- تیراسپول (دفتر نمایندگی)

- روسیه
- مسکو (سفارت)

- یونان
- آتن (دفتر نمایندگی)
- تسالونیکی (دفتر نمایندگی)